# Unfold the Future
Unfold the Future est un album des Flower Kings.